# سیارک ۲۳۸۶۱
سیارک ۲۳۸۶۱ (به انگلیسی: 23861 Benjaminsong، نامگذاری:1998RM58) بیست و سه هزار و هشتصد و شصت و یکمین سیارک کشف شده‌است که در ۱۴ سپتامبر ۱۹۹۸ کشف شد.
قدر مطلق سیارک برابر ۱۷.۰ است.